# Кольцова Олена Ігорівна
Оле́на І́горівна Кольцо́ва (нар. 11 червня 1972) — українська фехтувальниця та тренерка.

## З життєпису
Брала участь в особистих (34-й результат) і командних змаганнях з рапіри на літніх Олімпійських іграх 2000 року.
Тренерка ДЮСШ «Динамівець».